# Луций Аврелий Котта (народный трибун 103 года до н. э.)
Лу́ций Авре́лий Ко́тта (лат. Lucius Aurelius Cotta; II—I века до н. э.) — римский политический деятель и оратор из плебейского рода Аврелиев, народный трибун 103 года до н. э. По одной из версий, сын консула 119 года до н. э. того же имени.

## Биография
Надёжно датированные упоминания о Луции Аврелии в сохранившихся источниках относятся только к периоду его трибуната. Вместе со своим коллегой Титом Дидием Котта поддерживал Квинта Сервилия Цепиона, привлечённого к суду за поражение при Араузионе. Трибуны попытались наложить запрет на обвинительный приговор суда, но их согнали с ораторской трибуны.
Марк Туллий Цицерон в трактате «Брут» называет Луция претором, но дата претуры остаётся неизвестной. Автор справочника о римских магистратах Роберт Броутон ограничивается констатацией, что это было до 91 года до н. э., а канадский антиковед Грегори Самнер предположил, что речь идёт приблизительно о 95 годе до н. э. (в этом случае рождение Луция следует датировать приблизительно 135 годом до н. э. в соответствии с требованиями закона Виллия). 
Цицерон упоминает Котту в числе «людей не слишком речистых», которые всё же могут быть причислены к ораторам: «он не стяжал похвал красноречием, но примечателен тем, что намеренно подражал старине как в выборе слов, так и в грубоватом их произнесении». В трактате «Об ораторе» Цицерон говорит устами Луция Лициния Красса, что Котта «увлекается… тяжеловесным языком и грубым произношением, и ему кажется, что, разговаривая по-мужицки, он будет выражаться по-старинному», а на самом деле он «говорит не как древние ораторы, а как сельские жнецы». Там же говорится, что Публий Сульпиций иногда подражал «широкому произношению» Луция, говоря «вместо „и“ явственное „е“».
Известно, что Котта был другом Квинта Лутация Катула, консула 102 года до н. э., поэта и мемуариста.
Согласно предположению Майкла Кроуфорда, именно этот Луций Аврелий Котта был монетарием приблизительно в 107 году до н. э.